# Дийора Келдийорова
Дийора Бахтийоровна Келдийорова (родена на 13 юли 1998 г.) е узбекистанска състезателка по джудо. Тя печели златния медал при жените в категория 52 кг на Летните олимпийски игри през 2024 г. в Париж, Франция. Дийора Келдийорова е и двукратна сребърна медалистка при жените, категория 52 кг на Световното първенство по джудо през 2023 и 2024 г.
През 2019 г. тя печели златния медал в своята дисциплина на Азиатско-тихоокеанското първенство по джудо, проведено във Фуджейра, ОАЕ.